# Walter Waentig
Walter Waentig (* 17. November 1881 in Zittau; † 7. September 1962 in Gaienhofen) war ein deutscher Maler, Grafiker und Naturschützer.

## Leben und Werk
Waentig wurde 1881 als Sohn einer altverwurzelten Verlegerfamilie in der oberlausitzer Stadt Zittau in Sachsen geboren. Nach Absolvierung des Realgymnasiums kam er im Alter von nur 16 Jahren an die Dresdner Kunstakademie. Hier besuchte er die Meisterklasse Carl Bantzers, mit dem er 1902 in die Willinghauser Malerkolonie ging.

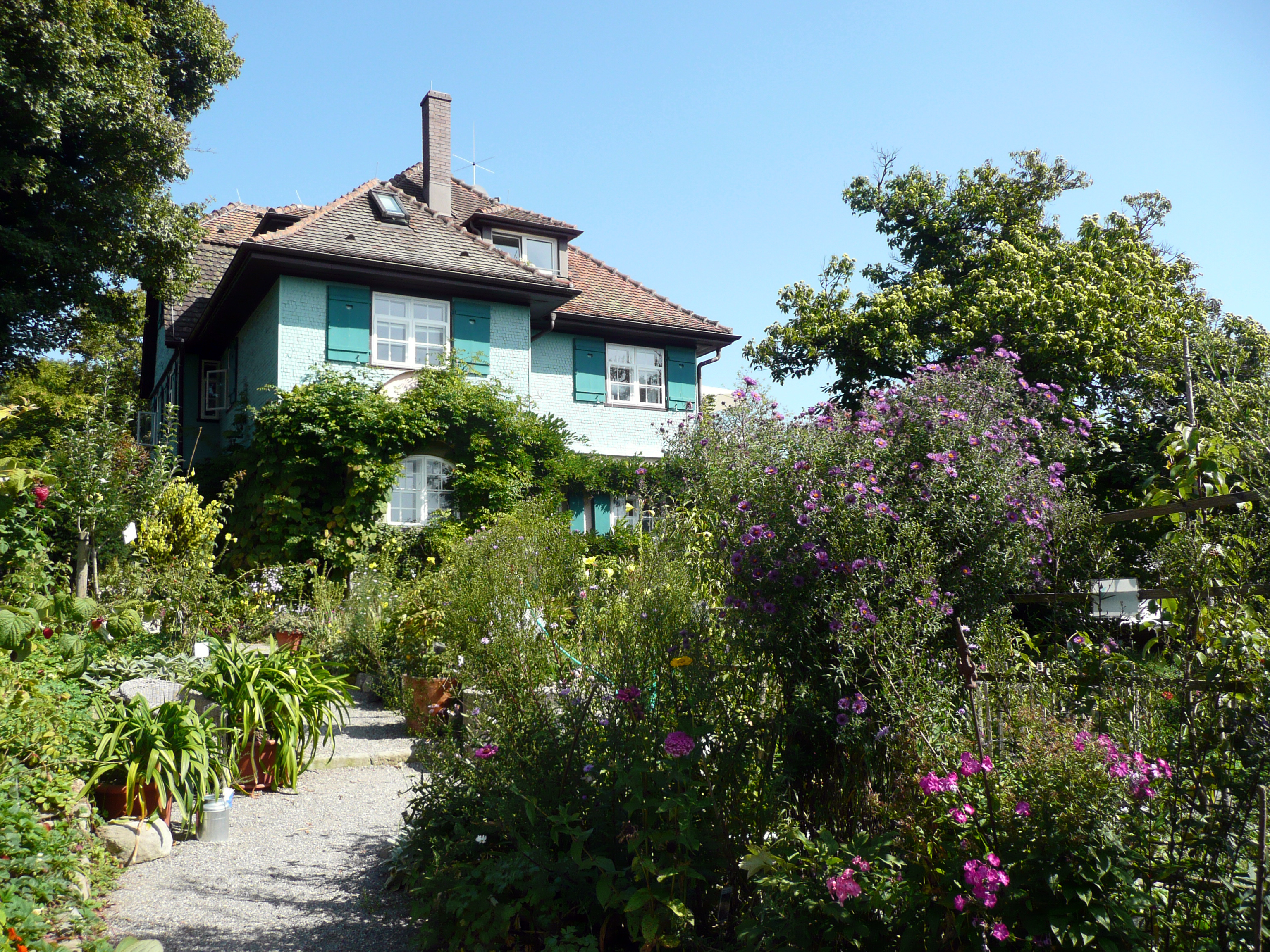
„Haus am Erlenloh“, Wohnhaus von Waenting ab 1921 in Gaienhofen

1907 zog Waentig nach Gleimenhain bei Alsfeld, wo er sich in einer Scheune ein Atelier einrichtete, ging 1911 nach München und kam nach dem Ersten Weltkrieg mit seiner Frau Eleonore nach Gaienhofen auf der Halbinsel Höri am Bodensee. Hier erwarb Waentig 1921 das „Haus am Erlenloh“, das sich der Dichter Hermann Hesse 1907 vom Basler Architekten Hans Hindermann hatte planen und bauen lassen und bis 1912 bewohnt hatte (heute „Mia- und Hermann-Hesse-Haus“).
Waentig unternahm Studienfahrten und Reisen nach Belgien, in die Niederlande, Italien – unter anderem war Waentig Zeichenlehrer an einer deutschen Schule in Rom, Jugoslawien und in die Schweiz. Dabei kam er mit vielen bekannten Künstlern in Kontakt, lernte Bauwerke, Museen und Städte kennen und sammelte reiche Erkenntnisse aller Kunstrichtungen sowie Kunstepochen der Vergangenheit bis in die Gegenwart.
Seine Arbeiten – Radierungen, Aquarelle und Ölbilder – werden als „Meisterwerke der Porträtkunst“ und „Kabinettstücke blühender Pflanzengesellschaften“ bezeichnet. Orchideen und Sonnentau, Türkenbund, Seerosen, Silberdistel und Frauenschuh malte Waentig mit all ihren Begleitern – Insekten, Muscheln und Schnecken – in den verschiedensten Lebensräumen wie Wasser, Strand, Ried, Moor und Heide, Waldschlucht und vulkanischem Tuff.

### Höri-Künstler
Waentig gehörte zur zweiten Generation der sogenannten „Höri-Künstler“, einer Gruppe von bildenden Künstlern, die sich nach dem Ersten Weltkrieg auf der Halbinsel Höri zwischen Radolfzell und Stein am Rhein niederließen. Ihre bekanntesten Vertreter waren die Maler und Grafiker Otto Dix und Erich Heckel.

### Naturschutz
Seine künstlerische Beschäftigung mit der Pflanzenwelt der Bodenseeregion machte Waentig gleichzeitig zum Verteidiger ihrer selbst: Er setzte sich für den Landschaft- und Naturschutz ein, wirkte ehrenamtlich für die Höri und den Schiener Berg im Kreis-Naturschutz und regte mit Unterstützung des Dichters Ludwig Finckh, des Botanikers Arno Bacmeister sowie des Geologen Hans Stauber die Unterschutzstellung des Gebietes „Stehlwiesen“ bei Gaienhofen an. 1941 wurden hier rund zehn Hektar kalkreicher Flachmoorwiesen unter Naturschutz gestellt.
Waentig war auch Gründer und Leiter der Höri-Gruppe im Bund für Vogelschutz, führte Vogelwanderungen und Exkursionen durch.

## Sonstiges
An der Station 13 der Gaienhofener „KunstRoute“, südwestlich des Erlenlohbachs, erinnert eine Stele an Walter Waentig und seine Werke.